# Yigal Carmon
Yigal Carmon (en hebreo: יגאל כרמון) (nacido en 1946) es el presidente y cofundador del Instituto de investigaciones de medios de comunicación en el Oriente Medio (MEMRI) una organización que monitorea y traduce publicaciones árabes y persas, transmisiones de radio y televisión  y sermones religiosos en muchos idiomas y los hace circular a través de la red Internet. Carmon fue coronel del Directorio de Inteligencia Militar (Aman), el servicio de inteligencia militar israelí, y más tarde fue asesor antiterrorista de los primeros ministros israelíes Isaac Rabin e Isaac Shamir.

## Biografía
Yigal Carmon nació en Rumania en 1946 y emigró a Israel con su familia a los cuatro años. Yigal creció en Hadera, en la escuela secundaria, comenzó a estudiar árabe y finalmente logró una fluidez de nivel nativo. A los 18 años, Yigal solicitó un aplazamiento del servicio militar obligatorio en las Fuerzas de Defensa de Israel (FDI) para poder estudiar como parte del programa "Atuda". Después de obtener una licenciatura en orientalismo de la Universidad Hebrea de Jerusalén, se unió a las FDI en 1968 y sirvió en el cuerpo de inteligencia hasta 1988, alcanzando el rango de coronel. De 1977 a 1981, se desempeñó como asesor sobre asuntos árabes de la Administración Civil en Cisjordania y la Franja de Gaza. Cuando Menachem Milson fue nombrado jefe de la Administración Civil, Carmon fue nombrado su adjunto. Después de que Milson dimitiera en septiembre de 1982, Carmon se desempeñó como jefe interino de la Administración Civil, hasta que Shlomo Ilya fue nombrado para el cargo en 1983. En 1988, Carmon fue nombrado asesor de contraterrorismo del primer ministro israelí Isaac Shamir. Tras la caída del gobierno de Shamir en 1992, sirvió durante un año como asesor antiterrorista del primer ministro Isaac Rabin, antes de dimitir en 1993 debido a su oposición a los acuerdos de Oslo. De 1991 a 1992, también formó parte de la delegación israelí en las negociaciones de paz con Siria celebradas en Washington D. C.. En 1998, Carmon fundó la organización MEMRI. Yigal Carmon también ha testificado ante el Congreso de los Estados Unidos y ante el Parlamento Europeo.